# نظام التموضع وبناء خريطة المكان في آن واحد

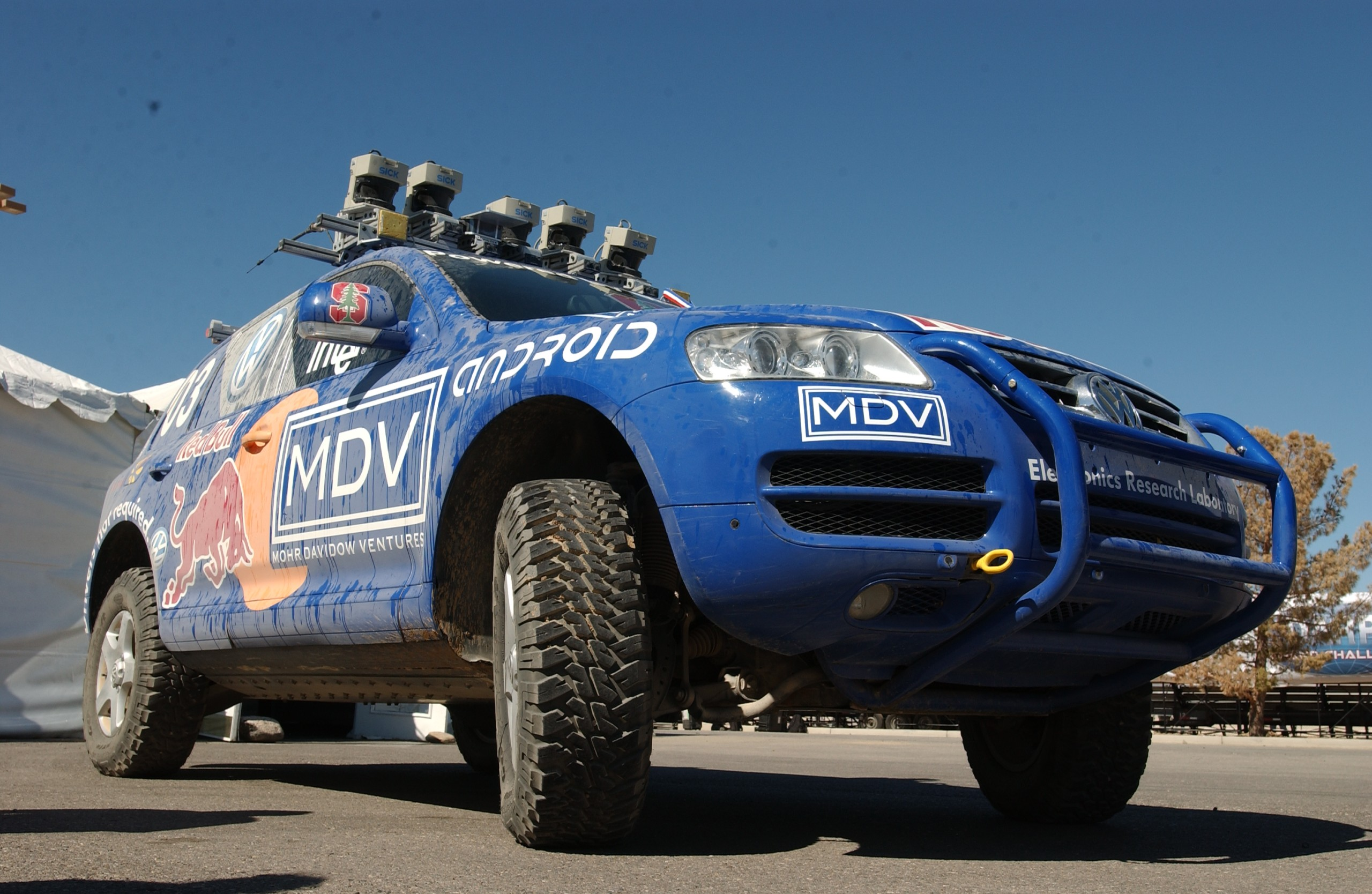
سيارة STANLEY ذاتية القيادة التي فازت في سباق DARPA Grand Challenge 2005 باستخدام نظام SLAM ضمن منظومة قيادتها الذاتية

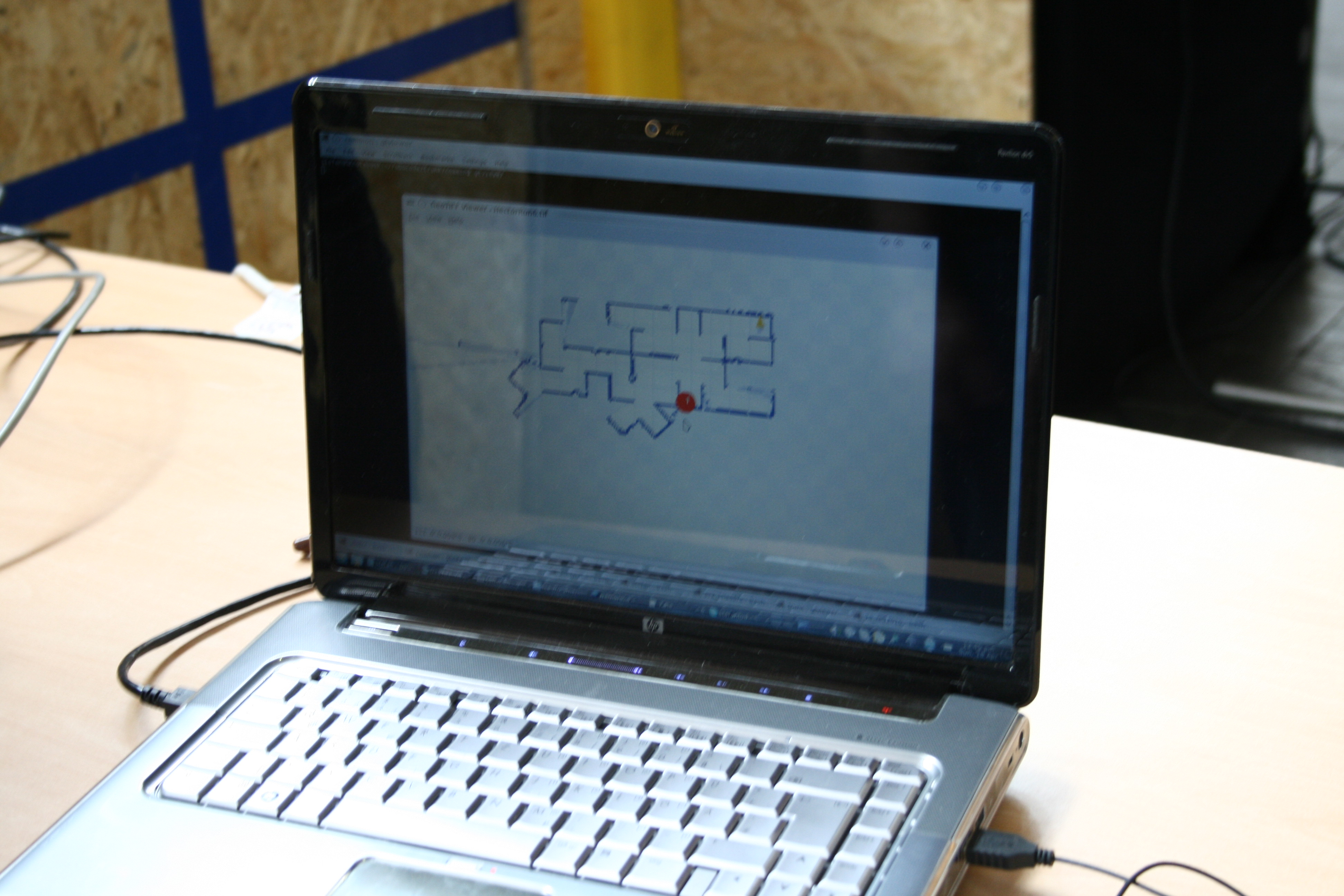
خريطة أنشأها روبوت باستخدام نظام SLAM.

نظام التموضع وبناء الخريطة في آن واحد(بالإنجليزية: SLAM - Simultaneous localization and mapping)‏، هو تقنية تهدف لجعل المركبة ذاتية القيادة أو الروبوت قادر على العمل في الأماكن المعقدة وغير المعلومة لدية مسبقاً. هذه التقنية قد تسمح للروبوت بالتعرف على المكان والتموضع في آن واحد، إذ اعتمادا على الأجهزة الإستشعارية، يقوم الروبوت بجمع معلومات من المكان الذي يتواجد به لغرض إنشاء خريطة لهذا المكان وبنفس الوقت إيجاد موضعه في هذه الخريطة.
قد تعتمد تقنية التموضع وبناء خريطة المكان على أجهزة استشعار مختلفة أهمها كاميرا التصوير الرقمية أو محدد المدى عن طريق الضوء أو الكاميرا ثنائية التصوير أو كاميرا تحديد العمق أو ماسح الأبعاد الثلاثة للمدى.
بالاعتماد على فئة جهاز الإستشعار المستخدم والخوارزمية الحسابية وكذلك طريقة تسجيل الخريطة يتم تصنيف مختلف الأنظمة المطورة لهذا النظام.